# Police Memorial Trust

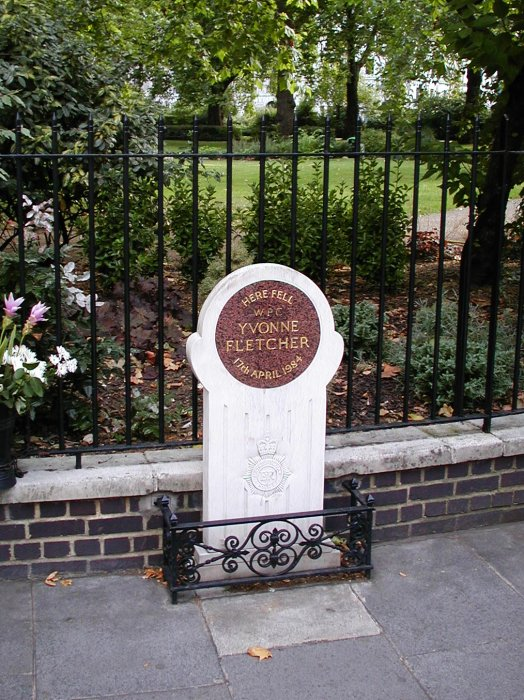
Le mémorial à WPC Yvonne Fletcher était le premier du Police Memorial Trust.

Le Police Memorial Trust est une organisation caritative fondée en 1984 et basée à Londres. L'objectif est d'ériger des monuments commémoratifs aux officiers de police britanniques tués dans l'exercice de leurs fonctions, à l'endroit ou près de l'endroit où ils sont morts, agissant ainsi comme un rappel permanent au public du sacrifice qu'ils ont fait.

## Inspiration
Le Police Memorial Trust a été conçu par le producteur de films Michael Winner. Inspiré par la fusillade du 17 avril 1984 qui a coûté la vie à WPC Yvonne Fletcher devant l'ambassade de Libye à Londres, Winner a écrit une lettre au rédacteur en chef du journal The Times suggérant qu'un monument soit érigé en l'honneur de Fletcher. Après avoir reçu des dons du public, Winner a fondé le Police Memorial Trust le 3 mai 1984.

## Mémorial

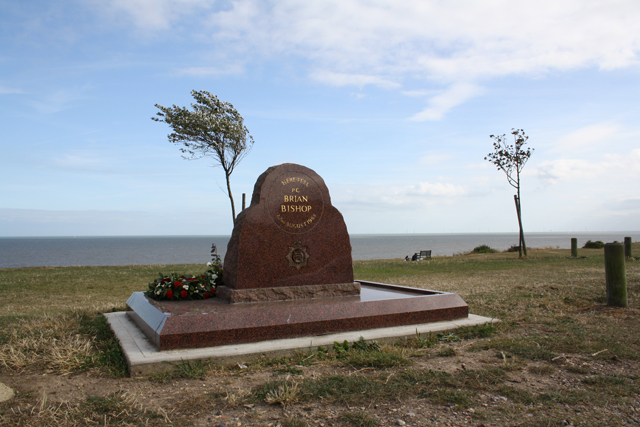
Mémorial au PC Brian Bishop.

Le premier mémorial du Police Memorial Trust a été érigé pour Yvonne Fletcher et a été dévoilé à St James's Square à Londres par le premier ministre de l'époque Margaret Thatcher, le 1er février 1985.
Le troisième mémorial et le premier à être érigé à l'extérieur de Londres, est situé à Frinton-on-Sea dans l'Essex, où le PC Brian Bishop a été tué par balle le 22 août 1984. Le mémorial de Bishop a été dévoilé par le ministre de l'Intérieur Douglas Hurd, le 19 février 1986.
Le mémorial le plus récent a été dévoilé par le Premier ministre de l'époque Gordon Brown à Luton, le 3 octobre 2008 pour marquer le site de l’assassinat du PC Jonathan Henry.
Un total de trente-huit monuments commémoratifs en l'honneur de quarante-trois policiers tués en service ont été érigés dans tout le Royaume-Uni. 

## National Police Memorial
Au milieu des années 90, le Police Memorial Trust a proposé un mémorial unique pour tous les policiers décédés dans l'exercice de leurs fonctions. C'est devenu le National Police Memorial, qui est situé à St James's Park à la jonction de Horse Guards Road et The Mall. Il a été dévoilé le 26 avril 2005 par la reine Élisabeth II au nom du Police Memorial Trust.